# Breslauer Platz (Berlin)
Der Breslauer Platz liegt im Berliner Ortsteil Friedenau und gehört zum  Berliner Verwaltungsbezirk Tempelhof-Schöneberg. Der dreieckige Platz umfasst eine Fläche von rund 1300 Quadratmetern. An der Nordseite steht das Rathaus Friedenau.

## Wochenmarkt seit 1870
Ein Wochenmarkt findet seit 1870 an wöchentlich drei Tagen (Mittwoch, Donnerstag und Sonnabend) auf dem Platz statt. Damit gilt er als einer der ältesten Wochenmärkte in Berlin, die ohne Unterbrechungen betrieben werden. In der Vorweihnachtszeit wird zusätzlich der Friedenauer Engelmarkt auf dem Breslauer Platz organisiert.

## Lauterplatz ab 1875
Der Platz hieß zunächst inoffiziell einfach nur Schulplatz oder Marktplatz. Von 1875 bis 1964 trug er den Namen Lauterplatz nach der Lauter, einem linken Nebenfluss des Rheins. Diese Benennung bezog sich – wie auch die mehrerer anderer Straßen der Umgebung – auf die Annexion von Elsaß-Lothringen, wie auch Friedenau selbst nach dem Deutsch-Französischen Krieg 1870/1871 benannt worden war.

## Rathausbau 1916
Die Grundsteinlegung für das am Platz stehende, von Hans Altmann im späthistoristischen Stil entworfene, Rathaus der früheren eigenständigen Gemeinde Friedenau erfolgte am 13. Oktober 1913. Im Kriegsjahr 1916 wurde der Bau fertiggestellt.

## Kiosk seit 1929
Direkt auf dem Platz befindet sich ein 1929 nach Entwürfen des Architekten Heinrich Lassen als Bedürfnisanstalt mit angebautem Wartehäuschen errichteter Kiosk, der unter Denkmalschutz steht.

## Umbenennung 1964
Eine Umbenennung des Platzes erfolgte am 1. Oktober 1964 nach Breslau, der Hauptstadt Schlesiens. Sie wurde damit begründet, dass der Ost-Berliner Magistrat im März 1964 die dortige Breslauer Straße umbenannt hatte und der Bezirk Schöneberg – zu dem Friedenau damals verwaltungstechnisch gehörte – Patenbezirk Schlesiens sei. Der Kabarettist Wolfgang Neuss zog in seinem Programm Das jüngste Gerücht über diese Umbenennung her und fragte: „Wer war eigentlich dieser Doktor Breslauer?“ Neuss hatte irrtümlich angenommen, der Platz sei zu Ehren des Chefarztes des in der Nachbarschaft gelegenen Sankt-Gertrauden-Krankenhauses, Sigismund Lauter (1891–1954), benannt gewesen. Lauter war ein Gegner des NS-Regimes.

## Umbau 2016
Im Jahr 2012 gab es Planungen des Bezirksamtes, den Platz wieder in seinen ursprünglichen Zustand zu versetzen. Hierzu sollte die Lauterstraße auf dem kurzen Teilstück zwischen Nied- und Rheinstraße für den Durchgangsverkehr geschlossen und die Niedstraße vor dem Rathaus Friedenau für beide Fahrtrichtungen geöffnet werden. Mit den Bauarbeiten sollte Mitte 2013 begonnen werden. Vorgesehen war eine kleine Wiesenfläche mit einem Baum und drei Sitzbänken. Als die Pläne bekannt wurden, gründete sich spontan eine Bürgerinitiative, die sich dafür einsetzte, mehr Grün und mehr Aufenthaltsqualität für diesen Platz zu erreichen: ein kleines Wäldchen mit mindestens sieben Bäumen sollte entstehen, ein Schmuckbrunnen aufgestellt und Wegebeleuchtungen installiert werden. Außerdem wurde vorgeschlagen, den Kiosk an der Rheinstraße, aktuell eine BVG-Wartehalle, zu einer „Kulturhaltestelle“ umzurüsten. Und die seit Jahren geschlossene Toilette im Keller sollte als kleiner Kulturraum für Kieztreffs, kleine Festivitäten oder Lesungen ausgebaut werden. Die Kosten dieses Projekts hätten damit aber deutlich über den ursprünglich veranschlagten 700.000 Euro gelegen. Der Brunnen soll aus dem „Plätze-Förderprogramm“ der Berliner Senatsverwaltung finanziert werden, allerdings ohne Betriebskosten. Damit der historische Markt weiterhin stattfinden kann, wird der Boden einen Belag aus Granitplatten erhalten, ein zentraler Wasseranschluss wird eingerichtet und die Stromversorgung verbessert. Durch das Bezirksamt und die Bürgerinitiative wurden alle Anliegen in einem neuen Plan zusammengefasst, und bis zu dessen Verabschiedung im Jahr 2014 ein Baustopp verfügt. Zusätzlich wurde ein Spendenkonto eingerichtet. Im Jahr 2015 begann der Umbau, im Januar 2016 war er beendet. Wie geplant wurden mehrere Sitzbänke aufgestellt und Abfallkörbe in ihrer Nähe installiert. Der größte Teil der Platzfläche erhielt einen schachbrettartig verlegten Plattenbelag. Doch trotz des nun geltenden Parkverbots und trotz häufiger Kontrollen durch das Ordnungsamt standen hier zunächst an den marktfreien Tagen immer wieder Autos, weshalb mit der vollständigen Einbeziehung der Lauterstraße in die Platzfläche Poller aufgestellt werden sollten.